# 任信
任信（15世紀—15世紀），字宗愨，右軍都督府廣西都司馴象衛軍籍，廣西南寧府橫州人，明朝政治人物。

## 生平
任信精於《易經》和《春秋》，是正統三年（1438年）的舉人，十三年（1448年）參加會試時獲彭時賞識，後中副榜，授德慶訓導，嚴謹教導士子，致仕後在家鄉教學，不接受邀請與官員見面，有《夕惕齋詩集》五卷，臨終前交給兒子，說：「我生平根柢都在這裡，你要好好收藏。」後獲封南京戶部主事。
兒子任穀，是成化八年進士。

## 引用
1. 1 2  四庫全書《廣西通志·卷八十四·儒林 文苑附》：任信，字宗愨，別號夕惕，橫州人。精易象，兼通春秋，正統戊午舉於鄉，公車至京師，以春秋就正於內閣，彭時大見稱賞，戊辰試禮部中副榜。除德慶州訓導，教習士子端嚴有法，致仕歸一經課子，有司不得見其面，所著《夕惕齋詩集》五卷，臨終出以付其子，曰：「吾生平根柢盡見於此，汝慎藏之。」後子穀登進士，能承先志剞劂以傳世。 舊志
2. ↑  乾隆《橫州志·卷十·選舉志》：任信，訓導，以子穀貴封南京戶部主事。